# Louis Althusser
Louis Althusser (Birmandreis, Alžir, 16. listopada 1918. – La Verrière, 22. listopada 1990.) bio je francuski filozof i sociolog poznat po marksističkom pristupu u filozofiji.

## Životopis
Althusser je rođen u Alžiru 1918. no brzo s obitelji dolazi u Francusku. Na pariškom sveučilištu École Normale Supérieure počinje studij filozofije koji prekida radi sudjelovanja u Drugom svjetskom ratu gdje biva i zarobljen. Studij završava tek 1947. te na istom sveučilištu počinje graditi nastavnu karijeru. Ratno iskuskustvo ga je promijenilo u načinu razmišljanja; prije rata smatrao se konzervativcem, no tijekom rata upoznao se s marksizmom te će nakon povratka iz rata postati jedan od vodećih francuskih marksista. Podržavao je rad francuske komunističke partije te je od 1984. njezin član.
Rat je utjecao i na njegovo psihičko stanje. Najtragičniji primjer je ubojstvo svoje žene 16. studenog 1980. zbog čega je završio i u psihijatrijskoj ustanovi nakon čega se nije pojavljivao u javnim krugovima. Iako je bio marksist i imao revolucionarne poglede na svijet, Althusse nije sudjelovao u velikim studentskim nemirima u Parizu 1968.:150 No iako je bio psihički nestabilna osoba, Altusse je jako utjecao na mnoge suvremene filozofe.

## Filozofski rad
Althusse ima drugačiji pristup maksizmu od ostalih. On smatra da je većina marksista pogrešno shvatila Marxove ideje te Althusse u svojim radovima pokušava ispraviti tu nepravdu. To se jasno može vidjeti u nekoliko Althusseovim glavnim idejama:
- Althusse smatra kako se krivo tumači termin Baza i nadogradnja kod koji mogu opstati samo ako postoje radnici, sredstva za rad i vlasnici koji prisvajaju rezultate proizvodnje[1]":153. Althusse stoga polazi od stajališta kako zbog ekonomskog determinizma ove tri karakteristike se trebaju zamijeniti ideologijom i politikom.
- Althusse ideologiju smatra kao stvarni društveni odnos, a ne kao iluziju.[2]:6
- Na temelju Gramcijevog koncepta hegemonije, Althuse razvija termin ideološki aparat države prema koji, prema njemu, reproducira proizvodnju kako bi stvorili određenu hegemoniju u društvu. Kao primjere takvog aparata, navodi religijske i obrazovne institucije, medije, obitelj, političke stranek te sindikate.[2]:131
- On smatra da pojedinci čine strukturu društvenih odnosa čime se odmiče od klasičnih marksističkih ideja o klasama kao skupovima pojedinaca.[2]:6

Upravo će ovo posljednje biti ključno za razvoj strukturalnog marksizma, čiji je Althusse jedan od začetnika. Strukturalni maksizam proučava nevidljive strukture u kapitalističkom društvu te pokušava dokazati kako u svijetu postoje strukture koje ograničavaju mišljenja pojedinca. Sljedbenici tog pravca privaćaju značaj ekonomije na način da ju prihvaćaju kao determinantu u društvu te smatraju kako politika i ideologija imaju relativnu autonomiju. Pojedinci i akteri samo popunjavaju takve strukture te su ograničeni njihovim pravilima. Rušenje stuktura i sistema treba biti usredotočeno na proturječu u sistemu, a ne na proturječja u kojima je pojedinac suočen.:148

## Popis djela[3]
- Za Marxa, 1965.
- Kako čitati Kapital, s Etienne Balibar, 1965.
- Filozofija i spontana filozofija znanstvenika, 1967.
- Lenjin i filozofija, 1969.
- Elementi samokritike, 1974.
- Budućnost traje dugo, postumno 1992.